# Charlotte Purdue
Charlotte Purdue (ur. 10 czerwca 1991 w Windsorze) – brytyjska lekkoatletka specjalizująca się w biegach długodystansowych.

## Osiągnięcia
- 8 medali podczas mistrzostw Europy w przełajach:
  - w kategorii juniorów:
    - Toro 2007 – brąz indywidualnie oraz złoto w drużynie
    - Bruksela 2008 – srebro indywidualnie i złoto drużynowo
    - Albufeira 2010 – złoto indywidualnie i w drużynie

  - w kategorii młodzieżowców:
    - Belgrad 2013 – brąz indywidualnie oraz złoto w drużynie
- srebrny medal mistrzostw Europy juniorów (bieg na 5000 metrów, Nowy Sad 2009)

## Rekordy życiowe
- bieg na 1500 metrów – 4:19,13 (2009)
- bieg na 3000 metrów – 9:10,34[1] (2010)
- bieg na 5000 metrów – 15:23,4 (2010)
- bieg na 10 000 metrów – 32:03,55 (2012)
- bieg na 10 kilometrów – 32:00+ (2020)
- półmaraton – 1:08:23 (2020)
- maraton – 2:25:38 (2019)